# ジェイムズ・ウェイド

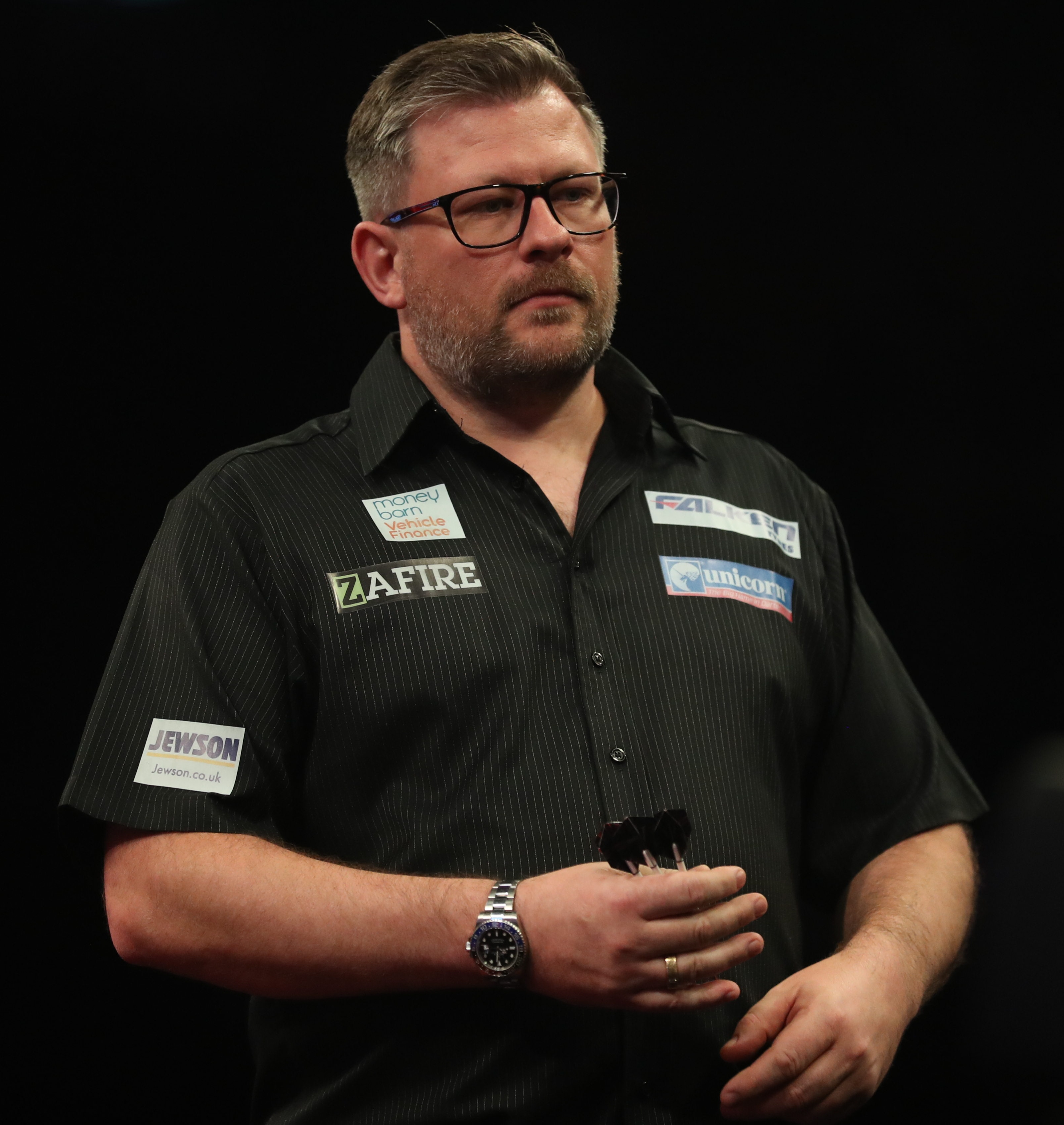
ジェイムズ・ウェイド

ジェイムズ・ウェイド（James Wade, 1983年4月6日 - ）は、イギリス（イングランド）のダーツ・プレイヤーである。左投げ。2004年より、プロフェッショナル・ダーツ・コーポレイション（PDC）において活躍している。2007年7月、ワールド・マッチプレイにおいて、主要なPDCのタイトルを獲得した最も若いプレイヤーとなり、その後、2007年のワールド・グランプリ、2008年のUKオープンと優勝し、PDC オーダー・オヴ・メリットで2位という自己最高記録を更新した。

## 初期
2001年、18歳の時、ウェイドはブリティッシュ・クラシックの決勝戦まで残り、ジョン・ウォルトンに敗北したが、次の年にスイス・オープンで優勝し、2003 レイクサイド・ワールド・チャンピオンシップスにおいてテレビデビューを果たした（結果は、第1ラウンドの対デニス・ハーバー戦で敗退）。2003年に行われた他のBDOのオープン・イベントでは、ノルウェイ・オープン決勝、ベルジャン・オープン準決勝、ダッチ・オープン準々決勝に、それぞれ進出している。
2004 レイクサイド・ワールド・チャンピオンシップスにおいて、彼は第1ラウンドでショーン・グレートバッチに3-0で勝利し、第2ラウンドでダリル・フィットンに負けた。後の2004年、彼はジャーマン・オープンや、Isle of Man オープン、そして、BDOプレイヤーとしての最後のトーナメントとなる5月のインターナショナル・ダーツ・リーグを含む一連の準々決勝に進出した。

## PDCへの移籍
2004年5月、多くのBDOトーナメントにおける決勝戦進出権があったにもかかわらず、ウェイドはプロフェッショナル・ダーツ・プレイヤーズ・アソシエイション (PDPA) とPDCサーキットに参加するために、2004年のワールド・ダーツ・トロフィと2005年のレイクサイドの自動配置を犠牲にする決断を下した。
彼は、2005年にPDC ワールド・ダーツ・チャンピオンシップのデビューを飾り、第1ラウンドでマーク・ホールデンに負けた。
しかし、2月に行われたアイリッシュ・マスターズで優勝し、その年のUKオープンのベスト16にまで到達した。彼はベテランのロニー・バクスターに勝利し、ラスベガス・デザート・クラシックの予選を通過し、その上その年のワールド・グランプリの予選も通過した。2006年、ワールド・チャンピオンシップの予選を通過したが、またもや第1ラウンドで敗退した。この時は最初の6レッグを取り、2セットリードしていたにもかかわらず、この試合の後、準決勝まで勝ち進んだウェイン・ジョーンズに2-3という結果で終わった。
ウェイドは、2007年のPDC ワールド・ダーツ・チャンピオンシップにおいて、第1ラウンドでニュージーランドの予選通過者であるウォーレン・フレンチ、第2ラウンドでデイヴ・ラドリーに勝利し、第3ラウンドでテリー・ジェンキンスに負け、ベスト16まで残った。

## 大躍進
2006年7月に行われたワールド・マッチプレイにおいて、その姿がテレビ放映される中、彼は大成功を収めた。4人のベテランかつ評判の高いダーツプレイヤーに勝利を収め、ウィンター・ガーデンズの出場以来初めてとなる決勝に到達した。彼は、第1ラウンドは、後一歩で完封試合達成（ストレートで9-0までレッグを取得）となった10-1という結果でデニス・オーブンズに勝利し、第2ラウンドでは、当時世界No.7であり、PDC ワールド・ダーツ・チャンピオンシップの決勝に進出したこともあるケビン・ペインターを13-9で打ち破り（この試合中、残り80を2本のD20で終えたレッグがある）、そして準々決勝では、クリス・メイソンを16-4で打ち下した。準決勝では、1-5から見事オランダ人のローランド・ショルテンに同点延長戦（勝つには2レッグ差を付けることが必要）の末、19-17で逆転勝利する。決勝では、フィル・テイラーとプレイし、8-5とリードしていたものの、11-18で、彼は敗北した。
その後、2007年、最初の主要なテレビ放映されるトーナメントでの成功というタイトルを獲得するために、ブラックプールへ彼は戻り、それを行う中でPDCのテレビ放映されたイベントで優勝したそれまで最も若いプレイヤーとなった。このタイトルと£50,000の小切手への道のりは、ウェイン・ジョーンズ、マーヴィン・キング、エイドリアン・ルイス、そして準決勝でフィル・テイラーに勝利したテリー・ジェンキンスを、彼が打ち敗っていくというものだった。
特に準決勝では、100を超える3ダート・アベレージを出していた、元BDO世界チャンピオンのレイモンド・ファン・バルネフェルトを打ち破ったばかりのルイスが、素早く点数を減らすウェイドに付いて行けない間に、ウェイドは常に100以上の点数からチェックアウトした。この試合の3ダート・アベレージは、ルイスが101.26、ウェイドが101.90と両者が100を超えると言う、それまでウィンター・ガーデンズで行われた試合の中で、最も到達点の高い試合の一つとなった。
ウェイドは、翌年も10月にダブリンで行われたPDCの主要トーナメント、2007 ワールド・グランプリにおいて、準決勝でファン・バルネフェルトを5-1（Sets）で打ち破り、決勝では、ジェンキンス相手にブラックプールでの成功を繰り返し、優勝した。
前述した2007年におけるウェイドの成功に、The 2007 PDC Player of the Yearを2008年1月、例年のPDC Awards Dinnerにおいて、彼は授与された。
2008 PDC ワールド・チャンピオンシップでは、ウェイドは準々決勝まで到達したが、このトーナメントの覇者となるジョン・パートに接戦の5-4（Sets）で負けてしまう。
2008年1月、ウェイドはプレミア・リーグにおいて、8-6（レッグズ）と勝利し、テイラーに勝利を収めた初のプレイヤーとなる。しかし、2008年5月26日、ウェイドが準決勝でファン・バルネフェルトを敗った後、テイラーに8-16で打ち負かされ、借りを返された。
2008年6月8日、ウェイドはアメリカ人のゲイリー・モーソンを、決勝戦において11-7で打ち破り、2008 Blue Square UKオープンで優勝し、それから1年内に3つの主要なトロフィを獲得していくこととなる。翌月、彼はラスベガス・デザート・クラシックの決勝においてテイラーに7-13で敗北する。それから、3年連続出場となるワールド・マッチプレイの決勝で、テイラーに9-18で敗北という結果となり、決勝において3年内に2回テイラーに負け、またこれがこの年の対テイラー戦で3度目の主要な決勝での負けとなった。
2009 PDC ワールド・ダーツ・チャンピオンシップでは、前年よりも勝ち進み、準決勝まで進出し、レイモンド・ファン・バルネフェルトに4-6で敗退した。
2009 プレミア・リーグ・ダーツのトーナメントでは、ウェンブリー・アリーナにおいて、13-8でマーヴィン・キングを打ち破り、優勝した。このとき、キングは先に、初開催から4回ともチャンピオンを譲らなかったフィル・テイラーを、準決勝で敗退させている。
2009年のUKオープンでは、第3ラウンドにおいて、ピーター・マンリーに僅差の8-9で負け、彼のUKオープン防衛は、失敗に終わった。
2009年のワールド・マッチプレイは、ウィンター・ガーデンズにおいて決勝進出しそこなう初めての出来事となった。彼は、準々決勝において10-16でロニー・バクスターに負けたのである。
2010 ワールド・チャンピオンシップの準々決勝では、導火線に火のついたサイモン・ウィットロックに、3-5（セット）で負けた。
彼の2009 プレミア・リーグ・ダーツのタイトルを守ろうと、ウェイドは2010 プレミア・リーグ・ダーツの決勝まで進出したが、そこにはフィル・テイラーが待ち構えていた。テイラーは、10-8で勝利しただけでなく、この対戦中にテレビ中継中の1つの対戦の中で2回のナイン・ダート・フィニッシュを達成するという白昼夢を現実にした。
2010 UKオープンでは、準々決勝に進出したが、トニー・エアーズに10-9で敗れた。
2010 ワールド・マッチプレイでは、準決勝まで進んだが、8-17でレイモンド・ファン・バルネフェルトに敗退。
2010 ヨーロピアン・チャンピオンシップでは、第1ラウンドでコリン・ロイドに3-6で負けている。

## ニックネイムズ
ダーツプレイヤーがニックネイムを採用するのは、ある種の伝統となっているが、ウェイドはこれまでの短いキャリアの中で、様々なニックネイムを採用してきた。彼の最初のニックネイムである、The Gladiatorは、2006年のナイン・ダート・フィニッシュの偉業の後、（ジェイムス・ボンドの007より）009に変更された。これは、2007年のPDC ワールド・ダーツ・チャンピオンシップまで使われることとなる。
2007年11月、グランド・スラム・オヴ・ダーツ中、彼はテレビのグラフィックス上で"no nickname"、すなわち「ニックネイムなし」と紹介された。2007年12月、彼に新しいニックネイムを提供するファンを招待したコンテストの後、彼はSpectacularとして知られるようになる。ダーツをプレイするとき、ウェイドはspectacles、すなわち眼鏡をかける数少ないプレイヤーの1人だからだ。
2008年1月のプレミア・リーグにデビューに備え、彼はもう一つのニックネイム"The Machine"を発表したが、混乱を避けるため、PDCのトーナメント中、専門家やコメンテイターの多くは、単にWadeを"Wadey"と呼んでいる。

## ナイン・ダート・フィニッシュ
彼は2006年の1年間内に3つのトーナメントでナイン・ダート・フィニッシュを達成した初のプレイヤーとなった。3月のNorth-West UK Open Regional Final、6月のヘイリング島におけるPDPA プレイヤーズ・チャンピオンシップ、そして11月のヴォクソール・メンズ・オープンにおいて彼によるナイン・ダート・フィニッシュのハットトリックは達成された。
ただし、これらの達成はどれもテレビ中継された試合中のことではない。
ウェイドはダブリンで行われた2007 ワールド・グランプリにおいて、ダブルスタートの史上初めてとなるナイン・ダート・フィニッシュを、あと1本のところで失敗した。準決勝の対ファン・バルネフェルト戦において、彼はD20から始まり、T20に6回、T17と順に決め、無類の9ダーターを達成するための最後のBullseyeを外した。
2008年11月20日、ウェイドは彼にとって初の生中継中における9ダーターを、ITVで放送された2008 グランド・スラム・オヴ・ダーツにおける第2ラウンド、対ゲイリー・アンダーソン戦において、2回の180を決めてから、T20、T19、D12と入れ、見事達成した。しかし、アンダーソンは10-8でこの試合に勝利し、それゆえウェイドは、テレビ中継されるイギリスのトーナメントでナイン・ダート・フィニッシュを達成しつつも、その試合に負けた初のプレイヤーとなる（マイケル・ヴァン・ガーウェンは、前にテレビ中継された「オランダの」トーナメントで同じことをしている）。

## ダーツ外
フルタイムのプロフェッショナル・ダーツ・プレイヤーになるため、彼は、2006 ワールド・マッチプレイの12日前に、オールダーショットの整備工場を辞めた。
ウェイドは、Soccer AMの司会者、ヘレン・チェインバレンとデートしたが、彼らは約1年後に別れた。伝えられるところによると、お互いの気持ちが離れ離れになってしまったという。ウェイドはこのことが彼に大打撃を与え、彼のダーツにも影響を及ぼしていると認めている。

## 主な成績

### BDO世界選手権
- 優勝: 無し
- 準優勝: 無し
- ベスト4: 無し
- ベスト8: 無し

### ワールド・マスターズ
- 優勝: 無し
- 準優勝: 無し
- ベスト4: 無し
- ベスト8: 無し

### ワールドダーツ・トロフィー
- 優勝: 無し
- 準優勝: 無し
- ベスト4: 無し
- ベスト8: 無し

### インターナショナル・ダーツリーグ
- 優勝: 無し
- 準優勝: 無し
- ベスト4: 無し
- ベスト8: 2回 (2004, 07)

### PDC世界選手権
- 優勝: 無し
- 準優勝: 無し
- ベスト4: 4回 (2009, 12 - 13, 22)
- ベスト8: 5回 (2008, 10, 14, 16 - 17)

### ワールドマッチプレー
- 優勝: 1回 (2007)
- 準優勝: 6回 (2006, 08, 11 - 12, 15, 25)
- ベスト4: 3回 (2010, 13, 24)
- ベスト8: 3回 (2009, 14, 19)

### ワールドグランプリ
- 優勝: 2回 (2007, 10)
- 準優勝: 1回 (2014)
- ベスト4: 2回 (2011, 13)
- ベスト8: 2回 (2006, 24)

### UKオープン
- 優勝: 3回 (2008, 11, 21)
- 準優勝: 1回 (2025)
- ベスト4: 無し
- ベスト8: 3回 (2010, 13, 22)

### ラスベガス・デザート・クラシック
- 優勝: 無し
- 準優勝: 1回 (2008)
- ベスト4: 1回 (2009)
- ベスト8: 無し

### プレミア・リーグ・ダーツ
- 優勝: 1回 (2009)
- 準優勝: 2回 (2008, 10)
- ベスト4: 4回 (2012 - 13, 19, 22)
- ベスト8: 無し

### グランドスラム・オブ・ダーツ
- 優勝: 無し
- 準優勝: 3回 (2010, 16, 20)
- ベスト4: 2回 (2021, 23)
- ベスト8: 1回 (2013)

### ヨーロピアン・チャンピオンシップ
- 優勝: 1回 (2018)
- 準優勝: 2回 (2020, 23)
- ベスト4: 2回 (2009, 16)
- ベスト8: 1回 (2011)

### プレイヤーズ・チャンピオンシップ・ファイナルズ
- 優勝: 無し
- 準優勝: 無し
- ベスト4: 1回 (2009)
- ベスト8: 3回 (2011, 17, 23)

### マスターズ
- 優勝: 1回 (2014)
- 準優勝: 1回 (2019)
- ベスト4: 2回 (2013, 16)
- ベスト8: 3回 (2015, 18, 21)

### チャンピオンズリーグ・オブ・ダーツ
- 優勝: 無し
- 準優勝: 無し
- ベスト4: 1回 (2016)
- ベスト8: 無し

### 年度別成績
| 年   | BDO | BDO | PDC | PDC | PDC | PDC | PDC | PDC | PDC | PDC | PDC | PDC | PDC | 年度末順位 |
| 年   | WPC | WM  | WDC | WMP | WG  | LA  | UK  | PR  | GS  | EU  | CLD | PCF | WC  | 年度末順位 |
| ---- | --- | --- | --- | --- | --- | --- | --- | --- | --- | --- | --- | --- | --- | ---------- |
| 2002 | NJ  | L64 | NJ  | NJ  | NJ  | NJ  | NH  | NH  | NH  | NH  | NH  | NH  | NH  | -          |
| 2003 | L32 | L64 | NJ  | NJ  | NJ  | NJ  | L32 | NH  | NH  | NH  | NH  | NH  | NH  | -          |
| 2004 | L16 | NJ  | NJ  | NJ  | NJ  | L32 | L32 | NH  | NH  | NH  | NH  | NH  | NH  | 44         |
| 2005 | NJ  | NJ  | L48 | NJ  | L32 | L16 | L16 | NJ  | NH  | NH  | NH  | NH  | NH  | 27         |
| 2006 | NJ  | NJ  | L64 | F   | QF  | NJ  | L64 | NJ  | NH  | NH  | NH  | NH  | NH  | 11         |
| 2007 | NJ  | NJ  | L16 | W   | W   | L32 | L32 | NJ  | L16 | NH  | NH  | NH  | NH  | 3          |
| 2008 | NJ  | NJ  | QF  | F   | L32 | F   | W   | F   | L16 | L16 | GS  | NH  | NH  | 3          |
| 2009 | NJ  | NJ  | SF  | QF  | L32 | SF  | L64 | GS  | L16 | SF  | SF  | SF  | NH  | 3          |
| 2010 | NJ  | NJ  | QF  | SF  | W   | NH  | QF  | F   | F   | L32 | W   | L32 | L16 | 2          |
| 2011 | NJ  | NJ  | L32 | F   | SF  | NH  | W   | GS  | L16 | QF  | GS  | L16 | NH  | 3          |
| 2011 | NJ  | NJ  | L32 | F   | SF  | NH  | W   | GS  | L16 | QF  | GS  | QF  | NH  | 3          |
| 2012 | NJ  | NJ  | SF  | F   | L32 | NH  | L64 | SF  | GS  | L32 | GS  | L32 | NJ  | 3          |
| 2013 | NJ  | NJ  | SF  | SF  | SF  | NH  | QF  | SF  | QF  | L16 | GS  | L32 | NJ  | 6          |
| 2014 | NJ  | NJ  | QF  | QF  | F   | NH  | L16 | NJ  | L16 | L32 | NH  | L32 | NJ  | 6          |
| 2015 | NJ  | NJ  | L32 | F   | L32 | NH  | L16 | GS  | L16 | L16 | NH  | L16 | NJ  | 6          |
| 2016 | NJ  | NJ  | QF  | L32 | L32 | NH  | L64 | GS  | F   | SF  | NH  | L16 | NJ  | 6          |
| 2017 | NJ  | NJ  | QF  | L32 | L32 | NH  | QF  | GS  | L16 | NJ  | NH  | QF  | NJ  | 11         |
| 2018 | NJ  | NJ  | L64 | L16 | L32 | NH  | L32 | NJ  | L16 | W   | NH  | L16 | NJ  | 9          |
| 2019 | NJ  | NJ  | L16 | QF  | L16 | NH  | L16 | SF  | L16 | L32 | NH  | L16 | NJ  | 8          |
| 2020 | NJ  | NJ  | L32 | L16 | L32 | NH  | L16 | NJ  | F   | F   | NH  | L64 | NJ  | 7          |
| 2021 | NH  | NJ  | L32 | L32 | L16 | NH  | W   | GS  | SF  | L16 | NH  | L16 | SF  | 4          |
| 2022 | NH  | NJ  | SF  | L16 | L32 | NH  | QF  | SF  | NJ  | L16 | NH  | L32 | SF  | 8          |
| 2023 | NH  | NJ  | L64 | L32 | L32 | NH  | L64 | NJ  | SF  | F   | NH  | QF  | NJ  | 19         |
| 2024 | NH  | NJ  | L64 | SF  | QF  | NH  | L64 | NJ  | L16 | L16 | NH  | L64 | NJ  | 16         |
| 2025 | NH  |     | L64 | F   |     | NH  | F   | NJ  |     |     | NH  |     | NJ  |            |

注: 表中のNHは不開催, NJは非参加, QFは準々決勝敗退, SFは準決勝敗退, Fは準優勝, Wは優勝, GSはグループステージ敗退を示す。トーナメント表記は以下の通りである。なお、年度末順位はPDCのものだけである。
WPC: BDOワールド・プロフェッショナル・ダーツ・チャンピオンシップス, WM: ワールド・マスターズ, WDC: PDCワールド・ダーツ・チャンピオンシップ, WMP: ワールド･マッチプレイ, WG: ワールド・グランプリ, LA: ラスベガス・デザート・クラシック, UK: UKオープン, PR: プレミア・リーグ・ダーツ, GS: グランド・スラム・オブ・ダーツ, EU: ヨーロピアン・チャンピオンシップ, CLD: チャンピオンシップ・リーグ・ダーツ, PCF: プレイヤーズ・チャンピオンシップ・ファイナルズ, WC: PDCワールド・カップ・オブ・ダーツ

## 世界選手権の結果

### BDO
- 2003年: 第1ラウンド (2 - 3 デニス・ハーバーに敗北)
- 2004年: 第2ラウンド (1 - 3 ダリル・フィットンに敗北)

### PDC
- 2005年: 第1ラウンド (0 - 3 マーク・ホールデンに敗北)
- 2006年: 第1ラウンド (2 - 3 ウェイン・ジョーンズに敗北)
- 2007年: 第3ラウンド (3 - 4 テリー・ジェンキンスに敗北)
- 2008年: 準々決勝 (4 - 5 ジョン・パートに敗北)
- 2009年: 準決勝 (4 - 6 レイモンド・ファン・バルネフェルトに敗北)
- 2010年: 準々決勝 (3 - 5 サイモン・ウィットロックに敗北)
- 2011年: 第2ラウンド (2 - 4 メンサー・スルホビックに敗北)
- 2012年: 準決勝 (5 - 6 エイドリアン・ルイスに敗北)
- 2013年: 準決勝 (4 - 6 マイケル・ヴァン・ガーウェンに敗北)
- 2014年: 準々決勝 (1 - 5 エイドリアン・ルイスに敗北)
- 2015年: 第2ラウンド (1 - 4 スティーブン・バンティングに敗北)
- 2016年: 準々決勝 (1 - 5 ゲイリー・アンダーソンに敗北)
- 2017年: 準々決勝 (3 - 5 ピーター・ライトに敗北)
- 2018年: 第1ラウンド (2 - 3 キーガン・ブラウンに敗北)
- 2019年: 第4ラウンド (3 - 4 ライアン・ジョイスに敗北)
- 2020年: 第3ラウンド (2 - 4 スティーブ・ビートンに敗北)
- 2021年: 第3ラウンド (2 - 4 スティーブン・バンティングに敗北)
- 2022年: 準決勝 (3 - 6 マイケル・スミスに敗北)
- 2023年: 第2ラウンド (2 - 3 ジム・ウィリアムズに敗北)
- 2024年: 第2ラウンド (2 - 3 マット・キャンベルに敗北)
- 2025年: 第2ラウンド (0 - 3 ジャーメイン・ワッティメナに敗北)